# Klaus Kremkau

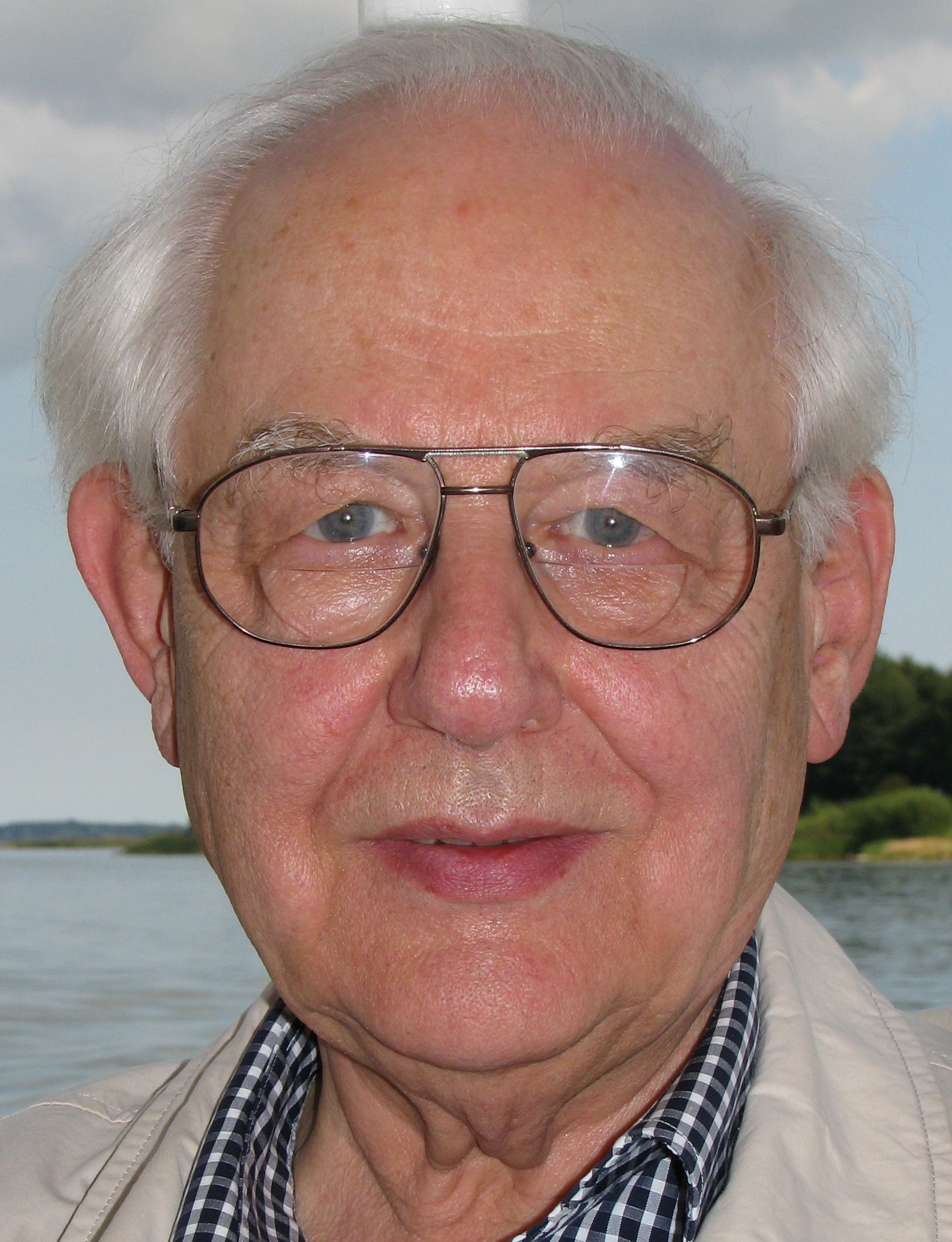
Klaus Kremkau (2008)

Klaus Kremkau (* 24. Januar 1927 in Stendal) ist ein deutscher evangelischer Theologe und Ökumeniker, früherer Oberkirchenrat im Kirchlichen Außenamt und Kirchenamt der Evangelischen Kirche in Deutschland (EKD).

## Werdegang
Kremkau war von 1937 bis 1944 Schüler des Winckelmann-Gymnasiums in Stendal. Aufgewachsen unter dem Einfluss der nationalsozialistischen Erziehung, trat er 1941 aus der evangelischen Landeskirche aus und wurde 1943 Führer eines Fähnleins im Deutschen Jungvolk. Am 1. Februar 1944 beantragte er die Aufnahme in die NSDAP und wurde zum 20. April desselben Jahres aufgenommen (Mitgliedsnummer 9.693.230), bevor er im August 1944 zunächst zum Reichsarbeitsdienst und anschließend zum Wehrdienst einberufen wurde. Wegen einer Erkrankung während der militärischen Ausbildung kam Kremkau nicht zum Kampfeinsatz, aber am 1. Mai 1945 geriet er in US-amerikanische Kriegsgefangenschaft. Er überlebte in Erdlöchern unter freiem Himmel in den Rheinwiesenlagern von Büderich und Wickrathberg und wurde Ende Juni 1945 freigelassen. Die dortigen Grenzerfahrungen, die Erschütterung durch die Katastrophe des Krieges, Entsetzen und Scham über die NS-Verbrechen führten Kremkau zum Bruch mit der Nazi-Ideologie und ließen ihn zum christlichen Glauben finden. In Bremen engagierte er sich in der evangelischen Jugend- und Studentenarbeit. Am 19. September 1948 wurde er im 22. Lebensjahr in der dortigen Kirche Unser Lieben Frauen konfirmiert. Kremkau studierte von 1947 bis 1954 evangelische Theologie an der Universität Mainz, der Kirchlichen Hochschule in Berlin-Zehlendorf und den Universitäten Göttingen und Bonn. Als sein wichtigster akademischer Lehrer galt ihm der Systematiker Hans Joachim Iwand. Nach dem Studium meldete er sich zur Vorbereitung auf das Pfarramt in der Evangelischen Kirche im Rheinland. Der 1. Theologischen Prüfung 1954 folgten das Vikariat in Simmern/Hunsrück und Remagen-Oberwinter, ein Studium an der Sozialakademie Dortmund sowie der Besuch des Predigerseminars in Wuppertal-Barmen. Am 10. Februar 1957 wurde er in der Deutschen Lutherischen St.-Georgs-Kirche in London ordiniert.

### Privates
Seit 1958 ist Kremkau mit der Kirchenmusikerin und Krankenschwester Elisabeth geb. Duensing (* 1932) verheiratet. Sie haben drei Kinder. Das Ehepaar lebt im Ruhestand in Hannover. Hier widmete sich Kremkau der Familien- und Heimatforschung.

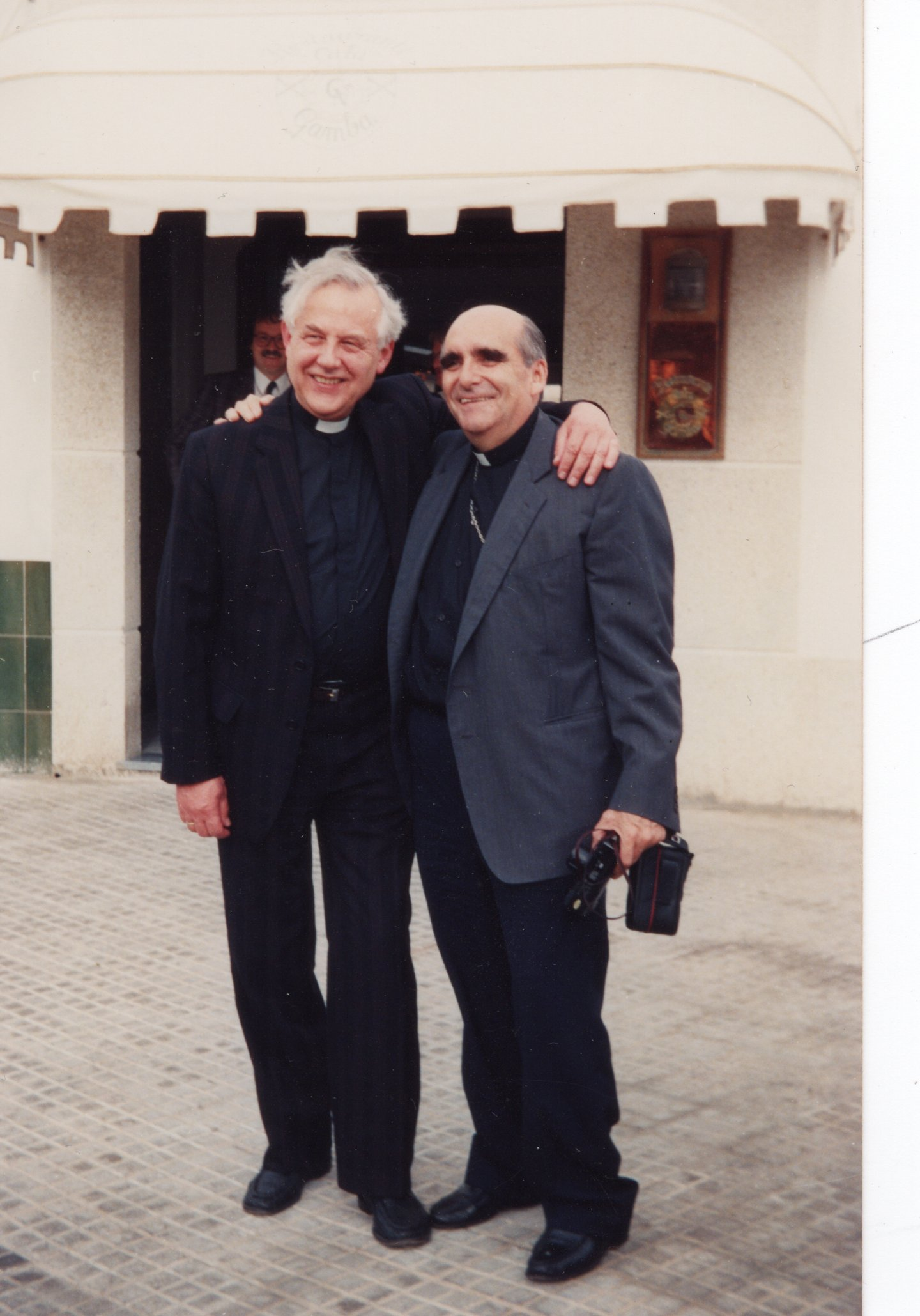
Klaus Kremkau 1989 in Palma de Mallorca mit dem r.-k. Bischof von Mallorca, Teodoro Úbeda Gramage

### Berufliches
Hauptberuflich war Kremkau 1956–1959 Hilfsprediger bei Pfarrer Eberhard Bethge und Seemannspastor in London, 1959–1965 Pfarrer der Deutschen Evangelischen Gemeinde in Kairo, 1965–1991 Referent im Kirchlichen Außenamt und im Kirchenamt der EKD u. a. für Nahost, Fernost, Australien (1965–1972), Afrika (1965–1976), ausländische Arbeitnehmer (1965–1973), Europa (1976–1991), Grundsatzfragen der Auslandsarbeit (1966–1991); von 1983 bis zu seinem Eintritt in den Ruhestand am 1. März 1991 war er Leiter der Abteilung Europa und Nordafrika im Kirchenamt der EKD.
Nebenberuflich war Kremkau u. a. 1967–1972 Sekretär, dann Vorsitzender des Ausschusses der Kirchen für Fragen ausländischer Arbeitnehmer in Europa, 1975–1992 Mitglied der Europäischen Ökumenischen Kommission für Kirche und Gesellschaft und ihres Exekutivausschusses (nacheinander Schatzmeister, Stellvertretender Vorsitzender und ab 1990 Präsident der Kommission), 1985–1990 Mitglied des Beratenden Ausschusses der Konferenz Europäischer Kirchen.

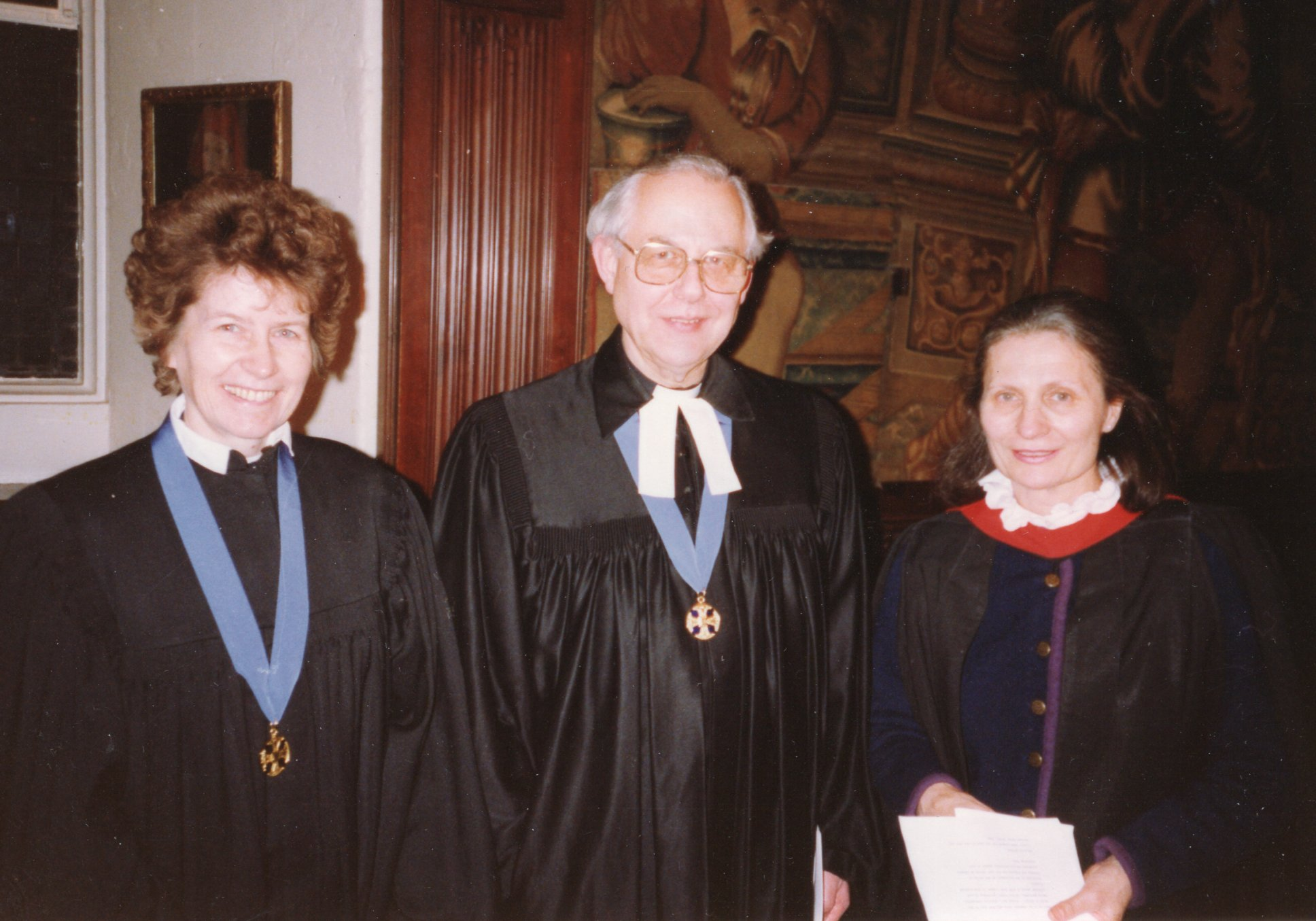
Die Sekretäre der Delegationen der am Meissen-Prozess beteiligten Kirchen am 29. Januar 1991 in der Londoner Westminster Abbey. v.l Christa Grengel (BEKDDR), Klaus Kremkau (EKD), Mary Tanner (CofE)

Kremkau war 25 Jahre lang zuständig für „Grundsatzfragen der Auslandsarbeit“ und hat in dieser Zeit, ausgehend von den ökumenischen Positionen des früheren Leiters des Kirchlichen Außenamtes, Martin Niemöller, als Mitarbeiter von dessen Nachfolgern Präsident Adolf Wischmann und Bischof Heinz Joachim Held, das ökumenische Verständnis der Auslandsarbeit kontinuierlich vorangetrieben und konzeptionell ausgearbeitet. Als Afrika-Referent setzte er sich, auch gegen innerkirchlichen Widerstand, für eine kritische Haltung der EKD gegenüber dem Apartheidsystem im südlichen Afrika ein und wirkte so an der „Neuorientierung der Haltung der EKD zu Südafrika zu Beginn der 1970er Jahre“ mit. Während seiner Amtszeit als Präsident der Europäischen Ökumenischen Kommission für Kirche und Gesellschaft fand am 5. November 1990 in Brüssel ein erstes Treffen des damaligen Präsidenten der Europäischen Kommission Jacques Delors mit führenden Vertretern europäischer Kirchen statt. Bei dieser Gelegenheit schlug Kremkau Delors vor, für den europäischen Einigungsprozess das ökumenische Modell „Unity in a reconciled diversity“ zu übernehmen. Als Sekretär der Delegation der EKD bei den zur Meissener Erklärung führenden Verhandlungen mit dem BEK DDR und der Kirche von England war Kremkau „one of the driving forces behind the whole Meissen process“.

### Auszeichnungen
- Gold Cross of St Augustine (29. Januar 1991)
- Ritterkreuz 1. Klasse des Ordens der Weißen Rose von Finnland (26. November 1990)

### Veröffentlichungen (Auswahl)
- Konfession und Ökumene in Ägypten. In: Helmut Ristow, Helmuth Burgert (Hrsg.): Konfession und Ökumene. Aspekte – Probleme – Aufgaben. Berlin, EVA, 1965, S. 513–535.
- EKD und Kirchen im südlichen Afrika. Das Problem der kirchlichen Einheit im Rassen-Konflikt. Dokumente und andere Texte zusammengestellt und eingeführt von Klaus Kremkau mit einem Geleitwort von Helmut Claß. epd dokumentation, Band 12, Hg. Heßler, Wolfgang: Bielefeld / Berlin, Eckart 1974, 325 Seiten, ISBN 3-7703-1021-7
- Auf dem Weg zu sichtbarer Einheit. Übereinkunft zwischen der Kirche von England, der EKD und dem Bund der Evangelischen Kirchen in der DDR. In: Ökumenische Rundschau 38, 1989, S. 325–333.
- Die Kirchen und die europäische Gemeinschaft. In: Ökumenische Rundschau 42, 1993, S. 333–346.
- The Meissen Declaration. Some observations from the gallery. In: Colin Podmore (Hrsg.): Community – Unity – Communion. Essays in Honour of Mary Tanner. London, Church House Publishing, 1998, S. 189–200, ISBN 0-7151-5756-6
- Handwerkerschicksale in Magdeburgs schwerer Zeit. Die Schiffsmüller- und Zimmererfamilie Kremkau im 17. Jahrhundert. In: Familienforschung Heute. Mitteilungen der Arbeitsgemeinschaft Genealogie Magdeburg. Heft 15, 2001, S. 14–22.
- Valentinus Cremcovius – Eine biographische und bibliographische Bestandsaufnahme. In: Neulateinisches Jahrbuch 6, 2004, S. 113–136.
- Bartholomäus Schmidt – Ein Thüringer als Pfarrer in der Altmark nach dem Dreißigjährigen Krieg. In: Zeitschrift für Mitteldeutsche Familiengeschichte 52,  2011, S. 233–249.